# ديلشود مامودوف
ديلشود مامودوف (مواليد 30 نوفمبر 1982) هو ملاكم أوزباكستاني، مثّل بلاده في الألعاب الأولمبية الصيفية في دورتي 2004 و2008.

## روابط خارجية
ديلشود مامودوف على موقع بوكس ريك (الإنجليزية) (registration required)
- ديلشود مامودوف على موقع أوليمبيديا (الإنجليزية)